# Engelbert Winter
Engelbert Winter (* 7. April 1959 in Castrop-Rauxel) ist ein deutscher Althistoriker und Hochschullehrer.
Engelbert Winter studierte in der Zeit von 1979 bis 1985 auf Lehramt die Fächer Geschichte und Sport und von 1984 bis 1987 das Fach Klassische Archäologie. Im September 1987 wurde er an der Universität Münster bei Ruth Altheim-Stiehl mit einer Arbeit über das Thema Die sāsānidisch-römischen Friedensverträge des 3. Jahrhunderts n. Chr in Alter Geschichte promoviert. Seitdem ist er in verschiedenen Funktionen, unter anderem als wissenschaftlicher Mitarbeiter und Lehrbeauftragter, an der Universität Münster und der dortigen Forschungsstelle Asia Minor tätig. Im Jahr 1995 habilitierte er sich mit der Studie Staatliche Baupolitik und Baufürsorge in den römischen Provinzen des kaiserzeitlichen Kleinasien und übernahm seitdem einige Lehrstuhlvertretungen an unterschiedlichen Universitäten. 2001 erfolgte die Ernennung zum außerplanmäßigen Professor für Alte Geschichte an der Universität Münster. 2010/2011 leitete er das Forschungsprojekt Zerbrechlicher Luxus – Antikes Glas im Medusa Cam Müzesi Gaziantep.
Seit Dezember 2011 ist Winter unbefristet angestellter Wissenschaftlicher Mitarbeiter im Seminar für Alte Geschichte der Universität Münster. Zwischen 2012 und 2015 leitete er das Teilprojekt B2-20 Mediale Repräsentation und 'religiöser Markt'. Sichtbarkeit, Selbstdarstellung und Rezeption syrischer Kulte im Westen des Imperium Romanum im Rahmen des Exzellenzclusters 212 Religion und Politik in den Kulturen der Vormoderne und der Moderne, von 2014 bis 2015 das Forschungsprojekt Die Sakralarchitektur der kommagenischen Hierothesia und Temene. Im Rahmen des Erasmus-Teaching-Mobibility-Programmes lehrte Winter im März 2015 als Gastdozent an der Adam-Mickiewicz-Universität Posen. 2015 bis 2018 leitete er das Forschungsprojekt Doliche. Stadtentwicklung und kulturelles Milieu im hellenistisch-römischen Nordsyrien; 2016/2017 zudem das von der Gerda Henkel Stiftung geförderte Projekt Votivpraxis im Heiligtum auf dem Dülük Baba Tepesi bei Doliche (Südosttürkei).
Seit September 2011 ist Winter Fachgutachter der Alexander-von-Humboldt-Stiftung. 2014 wurde er Mitglied des Institutum Turcicum Scientiae Antiquitatis sowie korrespondierendes Mitglied des Deutschen Archäologischen Instituts, 2015 Vorstandsmitglied der Carl-Humann-Stiftung. Im Oktober 2016 wurde Winter Mitglied des Wissenschaftlichen Beirates der Istanbuler Mitteilungen.
Zu Winters Forschungsschwerpunkten zählen unter anderem die Geschichte der römischen Kaiserzeit, die Beziehungen Roms zur östlichen Mittelmeerwelt sowie zu Iran bzw. Persien, insbesondere dem Sassanidenreich, und die antike Religionsgeschichte. Seit 1997 leitet er archäologische Untersuchungen in Anatolien, insbesondere in der Landschaft Kommagene.

## Schriften (Auswahl)
Monografien
- Die sāsānidisch-römischen Friedensverträge des 3. Jahrhunderts n. Chr. (= Europäische Hochschulschriften. Reihe 3: Geschichte und ihre Hilfswissenschaften. Band 350). Lang, Frankfurt am Main u. a. 1988, ISBN 3-8204-1368-5.
- Staatliche Baupolitik und Baufürsorge in den römischen Provinzen des kaiserzeitlichen Kleinasien (= Asia Minor Studien. Band 20). Habelt, Bonn 1996, ISBN 3-7749-2761-8.
- mit Beate Dignas: Rom und das Perserreich. Zwei Weltmächte zwischen Konfrontation und Koexistenz. Akademie-Verlag, Berlin 2001, ISBN 3-05-003451-3 (englische Übersetzung: Rome and Persia in Late Antiquity. Cambridge University Press, Cambridge 2007).

Herausgeberschaften
- mit Anke Schütte-Maischatz: Doliche – eine kommagenische Stadt und ihre Götter. Mithras und Iupiter Dolichenus (= Asia Minor Studien. Band 52 = Dolichener und Kommagenische Forschungen. Band 2). Habelt, Bonn 2004, ISBN 3-7749-3240-9.
- Patris pantrophos kommagēnē. Neue Funde und Forschungen zwischen Taurus und Euphrat (= Asia Minor Studien. Band 60 = Dolichener und Kommagenische Forschungen. Band 3). Habelt, Bonn 2008, ISBN 978-3-7749-3517-4.
- Von Kummu nach Telouch. Historische und archäologische Untersuchungen in Kommagene (= Asia Minor Studien. Band 64 = Dolichener und Kommagenische Forschungen. Band 4). Habelt, Bonn 2011, ISBN 978-3-7749-3646-1.
- mit Frank Biller: Vom Euphrat bis zum Bosporus. Kleinasien in der Antike. Festschrift für Elmar Schwertheim zum 65. Geburtstag (= Asia Minor Studien. Band 65). 2 Bände, Habelt, Bonn 2008, ISBN 978-3-7749-3579-2.
- mit Michael Blömer: Iuppiter Dolichenus. Vom Lokalkult zur Reichsreligion (=  Orientalische Religionen in der Antike. Band 8). Mohr Siebeck, Tübingen 2012, ISBN 978-3-16-151797-6.
- mit Klaus Zimmermann: Neue Funde und Forschungen in Bithynien. Friedrich Karl Dörner zum 100. Geburtstag gewidmet (= Asia Minor Studien. Band 69). Habelt, Bonn 2013, ISBN 978-3-7749-3827-4.
- Kult und Herrschaft am Euphrat (= Asia Minor Studien. Band 73 = Dolichener und Kommagenische Forschungen. Band 6). Habelt, Bonn 2014, ISBN 978-3-7749-3890-8.
- mit Klaus Zimmermann: Zwischen Satrapen und Dynasten. Kleinasien im 4. Jahrhundert v. Chr. (= Asia Minor Studien. Band 76). Habelt, Bonn 2015, ISBN 978-3-7749-3937-0.
- Vom eisenzeitlichen Heiligtum zum christlichen Kloster. Neue Forschungen auf dem Dülük Baba Tepesi (= Asia-Minor-Studien. Band 84 = Dolichener und Kommagenische Forschungen. Band 9). Habelt, Bonn 2017, ISBN 978-3-7749-4079-6.
- mit Michael Blömer: Exploring urbanism in ancient North Syria. Fieldwork in Doliche 2015–2020 (= Doliche urban excavations. Band 1). De Gruyter, Berlin 2022, ISBN 978-3-11-074405-7.